# Břešťany (Bílina)
Břešťany (německy Preschen) jsou zaniklá vesnice v okrese Teplice. Ležela 3,5 kilometru severozápadně od Bíliny. Zanikla ve druhé polovině dvacátého století v důsledku těžby hnědého uhlí v lomu Bílina. Existuje katastrální území Břešťany o výměře 2,89 km².

## Název
Jméno vesnice je odvozeno ze staročeského slova břěst (břeh) ve významu místo u břehu. V písemných pramenech se objevuje ve tvarech: de Bresscan (1208), de Wrescan (1238), Bresczan (1341), Brziesstianech (1437), in Brzestianech (1440), Brzesstany (1575), Preschen (1787 a 1833), Břešťany nebo Preschen (1854) a Přešťany nebo Preschen (1904–1923).

## Historie
V roce 1974 byla na mírném svahu v údolí Lomského potoka prozkoumána část sídliště z doby laténské. Sídliště se nacházelo se na trati U Keramičky mezi Břešťany a Břežánkami. Osídleno bylo od rané do střední doby laténské. Archeologické nálezy dokládají převažující zemědělský charakter osídlení. Z řemesel bylo doloženo tkalcovství a především stopy po zpracování železné rudy.
První písemná zmínka o vesnici je z roku 1208.
Západně od vesnice byl v roce 1927 založen hlubinný důl Prezident Masaryk. V pozdějších dobách nesl důl názvy mimo jiné Konrad Henlein, Stalingrad a Mír. Podobu provozních budov navrhl architekt Milan Babuška.

## Obyvatelstvo
Při sčítání lidu v roce 1921 zde žilo 562 obyvatel (z toho 276 mužů), z nichž bylo 78 Čechoslováků, 465 Němců a devatenáct cizinců. Většina se hlásila k římskokatolické církvi, ale 38 jich bylo evangelíky a padesát bez vyznání. Podle sčítání lidu z roku 1930 měla vesnice 634 obyvatel: 152 Čechoslováků, 466 Němců a šestnáct cizinců. Převažovala římskokatolická většina, 39 lidí se hlásilo k evangelickým církvím, pět k církvi československé a 77 jich bylo bez vyznání.
|                                                                 | 1869 | 1880 | 1890 | 1900 | 1910 | 1921 | 1930 | 1950 | 1961 |
| --------------------------------------------------------------- | ---- | ---- | ---- | ---- | ---- | ---- | ---- | ---- | ---- |
| Obyvatelé                                                       | 180  | 199  | 220  | 332  | 434  | 562  | 634  | 677  | 714  |
| Domy                                                            | 53   | 33   | 36   | 43   | 56   | 66   | 98   | 120  | .    |
| Počet domů z roku 1961 je zahrnut v domech místní části Bílina. |      |      |      |      |      |      |      |      |      |